# 渥太華
渥太華是加拿大的聯邦首都，全國第四大城市暨第四大都會區，市區人口是934,243人，首都圈地區是1,323,783人（根據2016年人口普查），面積2,779平方公里，位於安大略省東南部，渥太華河南岸，多倫多以東400公里，蒙特利爾以西190公里。與美國、澳大利亞等聯邦制國家不同，渥太華不是聯邦直轄的行政區，但是渥太華土地管理和城市規劃是由國家首都委員會（National Capital Commission）負責。
在1826年9月26日以“Bytown”之名建立，1850年1月1日合併為一個城鎮，並於1855年1月1日以「渥太華」之名合併取代。並不斷發展成為加拿大的政治和工業技術中心。城市的原有邊界由後來經過多次的小規模兼并而擴大的。「渥太華」這個名稱是來自渥太華人，在亞岡昆語（Algonquin language）中的adawe，意思為「貿易」。渥太華常被華人簡稱為渥京。
根據美世諮詢的排名，渥太華是北美生活品質第一的城市。同時也是加拿大第二乾淨的城市和全球第三乾淨的城市。渥太華連續被聯合國評為10個最適宜人類居住的城市之一。

## 历史
艾蒂安·布鲁尔（Étienne Brûlé）是第一位来到渥太华河的欧洲人，并于1610年去五大湖的途中经过了渥太华。三年后，萨缪尔·德·尚普兰描述了在这个地区的瀑布和见到的阿尔衮琴人。阿尔衮琴人以使用渥太华河一词达百年了。渥太华原是属于亚冈昆部落（Algonquian peoples）的加拿大原住民的家园。亚冈昆人将渥太华河称作“Kichi Sibi”或：“Kichissippi”，意思是“大河”。这些早期的探险家来到之后，许多传教士也陆续来到渥太华。
1800年3月7日，企业家菲利蒙·赖特（Philemon Wright）在渥太华河北侧，位于渥太华对面的魁北克加蒂诺赫尔区域建立了第一个欧洲人定居点。他与5名农民和25位劳工，着手开始在此殖民地建立一个名叫“怀特城镇”（Wrightsville）的农业社区。怀特发现这条河是介于渥太华河谷（Ottawa Valley）与蒙特利尔之间的绝佳木材运输通道，木材加工和贸易使渥太华地区很快繁荣起来。1812年战争之后，大量军人家庭在此定居，政府亦致力推动贫困的爱尔兰人向渥太华移民，在此后的几十年爱尔兰移民蜂拥而至。同时，法裔加拿大人也从魁北克南下，大部分人参与丽都运河修建工程或从事木材贸易。
1832年，约翰·拜（John By）上校主导的丽都运河工程竣工，将渥太华与京士頓和安大略湖连为一体，使之成为地区重镇。运河西部是国会山所在地，称为“上城”；而东部介于运河与丽都河之间的地区称为“下城”。嘈杂拥挤的“下城”容易爆发传染病，著名的有1832年的霍乱和1847年的红热病。
1857年12月31日，维多利亚女王选择渥太华为加拿大省的首都（包括现在的安大略和魁北克）。虽然现代的渥太华是加拿大第四大城市，但在当年，她仅仅是一个木材贸易通道中的内陆小镇，并且距离殖民地的几个主要城市（东部的蒙特利尔和魁北克城；西部的多伦多和京士頓）路途遥远。女王的顾问们建议渥太华成为首都之选有两大重要理由：首先，渥太华是唯一具有一定规模、并且位于加拿大省东西部边界地（现安大略与魁北克边界）的城市，定都于此是平衡两个殖民地及其英裔、法裔居民的聪明妥协之举；其次，1812年战争表明，其他主要城市容易受到美国人的攻击，因为过于靠近美加边界。渥太华位于腹地，易于防守，渥太华河及丽都运河使之与加拿大东西部之间交通极为便利。另外两个方面的考虑是：渥太华正好介于多伦多和魁北克城之间（距离这两个城市都是500公里），并且城市规模较小，因而不容易受到大规模的暴徒袭击，因为政治动机，以往的首都城市都受到过这种攻击。
渥太華最初為愛爾蘭和法國的基督教鄉鎮，現在已成為一個具有多元文化、高水準生活水平，低失業率的大城市。

## 地理
渥太华位于北美大陸中部的渥太华河南岸，包括丽都河及丽都运河河口, 緯度較高，冬天蒸發小，極為嚴寒, 夏天氣候濕潤温暖。河流的流量大，有結冰期，初冬和初春有凌汛現像等出現。渥太华河北岸的加蒂諾（Gatineau）属于魁北克省，也被视为首都地区（National Capital Region）的一部分。

### 气候

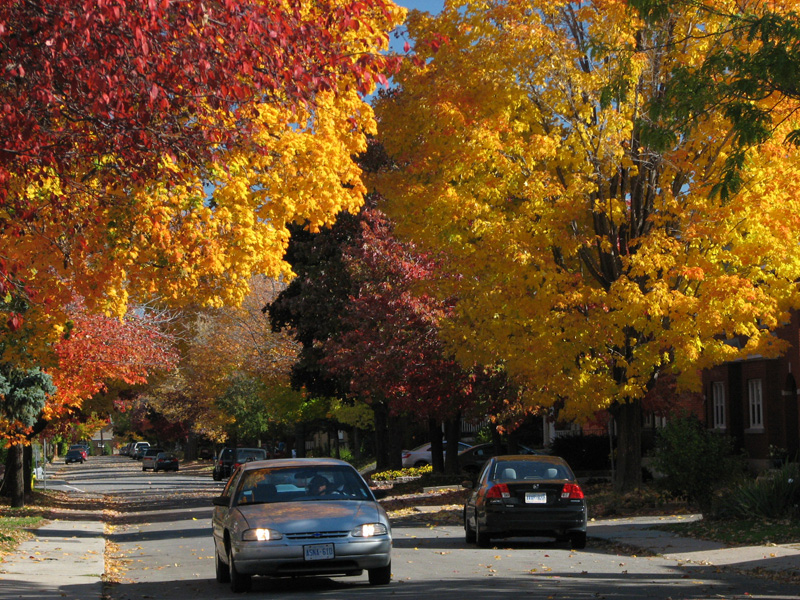
渥太華的秋天

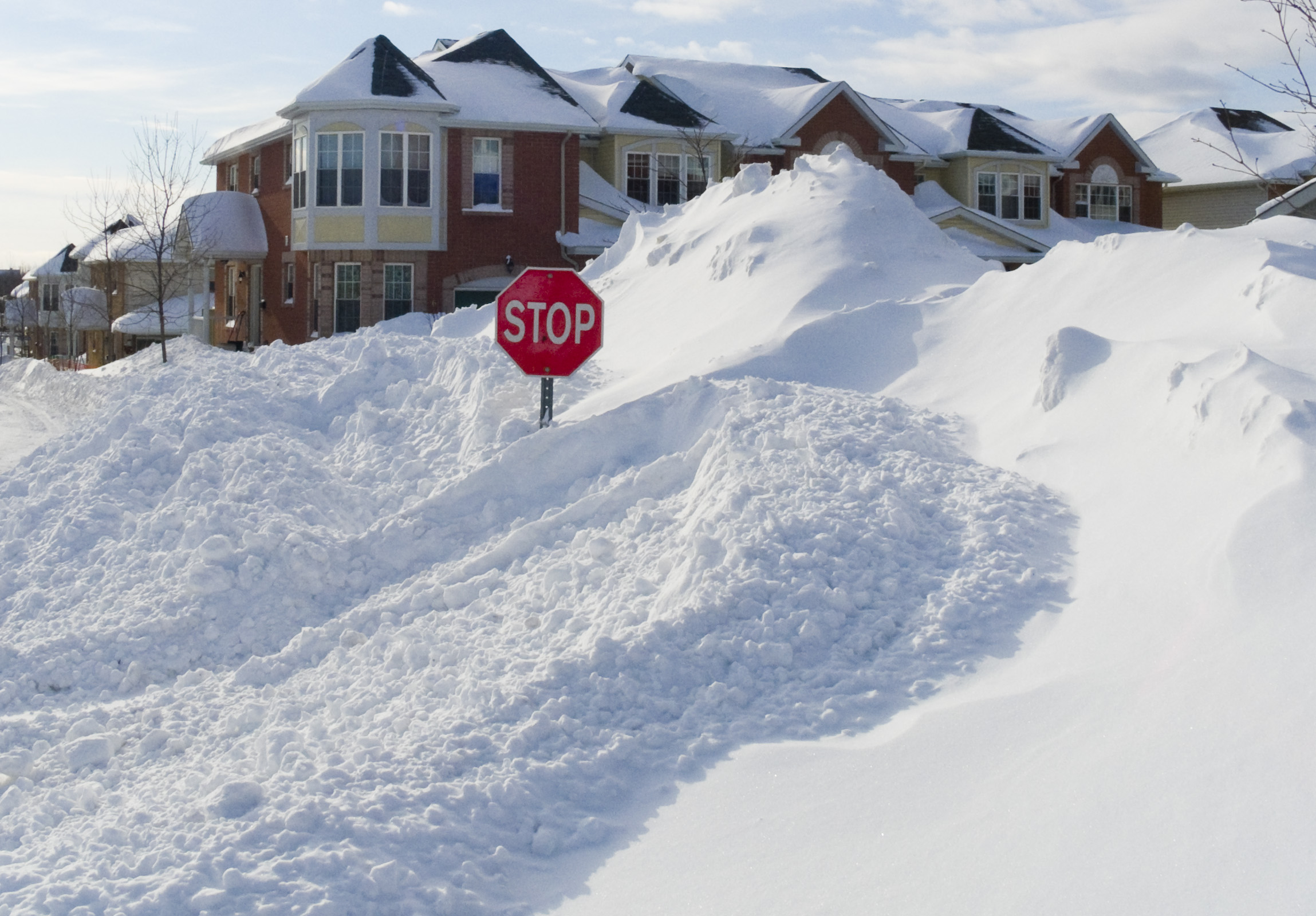
暴風雪後的渥太華

渥太华气候属于温带大陆性湿润气候（柯本气候分类法：Dfb），夏季6月最高温为26.5°C，1月最低温为−14.8°C，冬季十分寒冷。历史记录的最高气温是1986年夏季测到的 +37.8℃（100 °F）；最低是1943年冬季的 -36.℃（-32.8 °F）；使渥太华成为世界第三寒冷的首都城市（仅次于蒙古国首都乌兰巴托和哈薩克斯坦首都阿斯塔納）。
渥太华冬季为冰雪所覆盖，平均年降雪量为235厘米（93英寸）。一月份的夜间平均气温为-25℃，考虑风力因素，人体感觉是-40℃。通常11月至4月为冰雪覆盖。到每年的维多利亚日之后，人们才开始户外园艺活动。
渥太华夏季温暖潮湿，并且时间短暂。七月的平均最高气温为26.5℃，30℃以上亦非罕见。因为靠近河边，湿度很大，有时闷热异常。
| 渥太华（1981–2010）      | 渥太华（1981–2010） | 渥太华（1981–2010） | 渥太华（1981–2010） | 渥太华（1981–2010） | 渥太华（1981–2010） | 渥太华（1981–2010） | 渥太华（1981–2010） | 渥太华（1981–2010） | 渥太华（1981–2010） | 渥太华（1981–2010） | 渥太华（1981–2010） | 渥太华（1981–2010） | 渥太华（1981–2010） |
| 月份                     | 1月                 | 2月                 | 3月                 | 4月                 | 5月                 | 6月                 | 7月                 | 8月                 | 9月                 | 10月                | 11月                | 12月                | 全年                |
| ------------------------ | ------------------- | ------------------- | ------------------- | ------------------- | ------------------- | ------------------- | ------------------- | ------------------- | ------------------- | ------------------- | ------------------- | ------------------- | ------------------- |
| 历史最高湿热指数         | 13.9                | 15.1                | 27.2                | 35.1                | 41.8                | 44.0                | 46.0                | 47.0                | 42.5                | 33.9                | 26.1                | 18.4                | 47.0                |
| 历史最高温 °C（°F）      | 12.9 (55.2)         | 12.4 (54.3)         | 26.7 (80.1)         | 31.1 (88.0)         | 35.8 (96.4)         | 36.1 (97.0)         | 36.7 (98.1)         | 37.8 (100.0)        | 35.1 (95.2)         | 27.8 (82.0)         | 23.9 (75.0)         | 16.3 (61.3)         | 37.8 (100.0)        |
| 平均高温 °C（°F）        | −5.8 (21.6)         | −3.4 (25.9)         | 2.5 (36.5)          | 11.6 (52.9)         | 19.0 (66.2)         | 24.1 (75.4)         | 26.5 (79.7)         | 25.3 (77.5)         | 20.4 (68.7)         | 12.7 (54.9)         | 5.4 (41.7)          | −2.3 (27.9)         | 11.3 (52.3)         |
| 日均气温 °C（°F）        | −10.3 (13.5)        | −8.1 (17.4)         | −2.3 (27.9)         | 6.3 (43.3)          | 13.3 (55.9)         | 18.5 (65.3)         | 21.0 (69.8)         | 19.8 (67.6)         | 15.0 (59.0)         | 8.0 (46.4)          | 1.5 (34.7)          | −6.2 (20.8)         | 6.4 (43.5)          |
| 平均低温 °C（°F）        | −14.8 (5.4)         | −12.7 (9.1)         | −7.0 (19.4)         | 1.0 (33.8)          | 7.5 (45.5)          | 12.9 (55.2)         | 15.5 (59.9)         | 14.3 (57.7)         | 9.6 (49.3)          | 3.3 (37.9)          | −2.4 (27.7)         | −10.1 (13.8)        | 1.4 (34.5)          |
| 历史最低温 °C（°F）      | −35.6 (−32.1)       | −36.1 (−33.0)       | −30.6 (−23.1)       | −16.7 (1.9)         | −5.6 (21.9)         | −0.1 (31.8)         | 5.0 (41.0)          | 2.6 (36.7)          | −3.0 (26.6)         | −7.8 (18.0)         | −21.7 (−7.1)        | −34.4 (−29.9)       | −36.1 (−33.0)       |
| 历史最低風寒指數         | −47.8               | −47.6               | −42.7               | −26.3               | −10.9               | 0.0                 | 0.0                 | 0.0                 | −6.4                | −13.3               | −29.5               | −44.6               | −47.8               |
| 平均降水量 mm（）        | 65.4 (2.57)         | 54.3 (2.14)         | 64.4 (2.54)         | 74.5 (2.93)         | 80.3 (3.16)         | 92.8 (3.65)         | 91.9 (3.62)         | 85.5 (3.37)         | 90.1 (3.55)         | 86.1 (3.39)         | 81.9 (3.22)         | 76.4 (3.01)         | 943.4 (37.14)       |
| 平均降雨量 mm（）        | 25.0 (0.98)         | 18.7 (0.74)         | 31.1 (1.22)         | 63.0 (2.48)         | 80.1 (3.15)         | 92.8 (3.65)         | 91.9 (3.62)         | 85.5 (3.37)         | 90.1 (3.55)         | 82.2 (3.24)         | 64.5 (2.54)         | 33.5 (1.32)         | 758.2 (29.85)       |
| 平均降雪量 cm（）        | 53.9 (21.2)         | 43.3 (17.0)         | 38.3 (15.1)         | 11.3 (4.4)          | 0.2 (0.1)           | 0.0 (0.0)           | 0.0 (0.0)           | 0.0 (0.0)           | 0.0 (0.0)           | 3.7 (1.5)           | 20.2 (8.0)          | 52.5 (20.7)         | 223.5 (88.0)        |
| 平均降水天数（≥ 0.2 mm） | 16.6                | 13.1                | 12.7                | 12.4                | 13.4                | 13.2                | 11.9                | 11.0                | 12.3                | 14.3                | 15.2                | 17.4                | 163.6               |
| 平均降雨天数（≥ 0.2 mm） | 4.4                 | 3.9                 | 6.7                 | 10.9                | 13.4                | 13.2                | 11.9                | 11.0                | 12.3                | 13.7                | 11.0                | 6.0                 | 118.4               |
| 平均降雪天数（≥ 0.2 cm） | 16.1                | 12.1                | 8.8                 | 3.5                 | 0.17                | 0.0                 | 0.0                 | 0.0                 | 0.0                 | 1.1                 | 6.8                 | 14.7                | 63.3                |
| 平均相對濕度（％）       | 76.5                | 74.9                | 73.7                | 73.5                | 76.1                | 81.1                | 84.4                | 87.9                | 89.6                | 86.1                | 83.5                | 81.8                | 80.8                |
| 月均日照時數             | 122.4               | 114.1               | 168.5               | 187.5               | 210.5               | 274.0               | 301.4               | 231.9               | 211.5               | 148.8               | 92.4                | 68.8                | 2,131.7             |
| 可照百分比               | 43.1                | 39.0                | 45.7                | 46.3                | 45.7                | 58.6                | 63.7                | 53.1                | 56.1                | 43.7                | 32.2                | 25.2                | 46.0                |
| 来源：Environment Canada |                     |                     |                     |                     |                     |                     |                     |                     |                     |                     |                     |                     |                     |

## 政治
渥太華的市政歸由24位議員组成的渥太華市議會負責，由23名议员和市长组成，议员每人代表一个选区。渥太华市的部分权力与联邦政府的国家首都委员会共享。市政府的管轄範疇有消防、醫護、警務、公園、道路、大眾運輸、下水道工程、汙水處理以及固體廢物處理。
作為加拿大的國都，渥太華的政治意涵遠超過實際功能，渥太华市大部分地区通常支持自由党，特别是在法语为主的地区。中区通常更加左倾，支持新民主党。南部郊区摇摆不定，西部和南部城区倾向中间偏左，但也定期倒向右翼的保守党。渥太華成為立法首都是基於1870年的立憲國家之風潮，在艾伯塔省以及薩斯喀徹溫省之後，1905年而成為名義上的首都，在1905年到1951年幾乎所有的議員都遷居於此地，在1951年到1967年也成立新地區的議會，也可以說從1911年到1967年這漫長的歲月中，渥太華逐步的成為加拿大的中心以及政府所在。
目前，渥太华是130个大使馆的所在地，还有49个国家将其在美国的外交任务委派给其驻加拿大大使馆。

## 交通
- 公共交通：渥太華卡爾頓交通局有192条公共汽车线路和2个轻型轨道列车系统，由市政府负责运营。
- 机场：渥太华麦克唐纳－卡蒂埃国际机场
- 高速公路：安大略416號省道向南，通往安大略省干道安大略401號省道；安大略417號省道向东变成魁北克20號高速公路，通往蒙特利尔、魁北克城等重要城市、向西变成安大略17号公路，是加拿大跨国公路组成的一部分
- 铁路：加拿大維亞鐵路有通往多伦多、蒙特利尔列车。
- 运河航运：丽都运河曾经是连接渥太华河与圣劳伦斯河及五大湖的重要水道。

## 建筑
- 国会山
- 丽都厅（总督府）
- 加拿大总理官邸

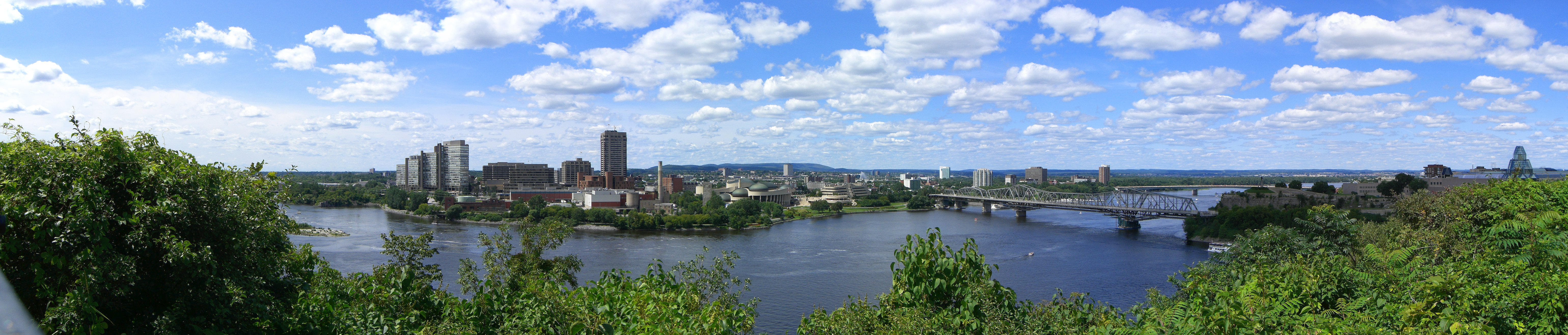
从渥太华眺望对岸的魁北克省加蒂諾市環景攝影圖

- 博物馆渥太华拥有众多的博物馆，在加拿大日，各博物馆向公众免费开放。

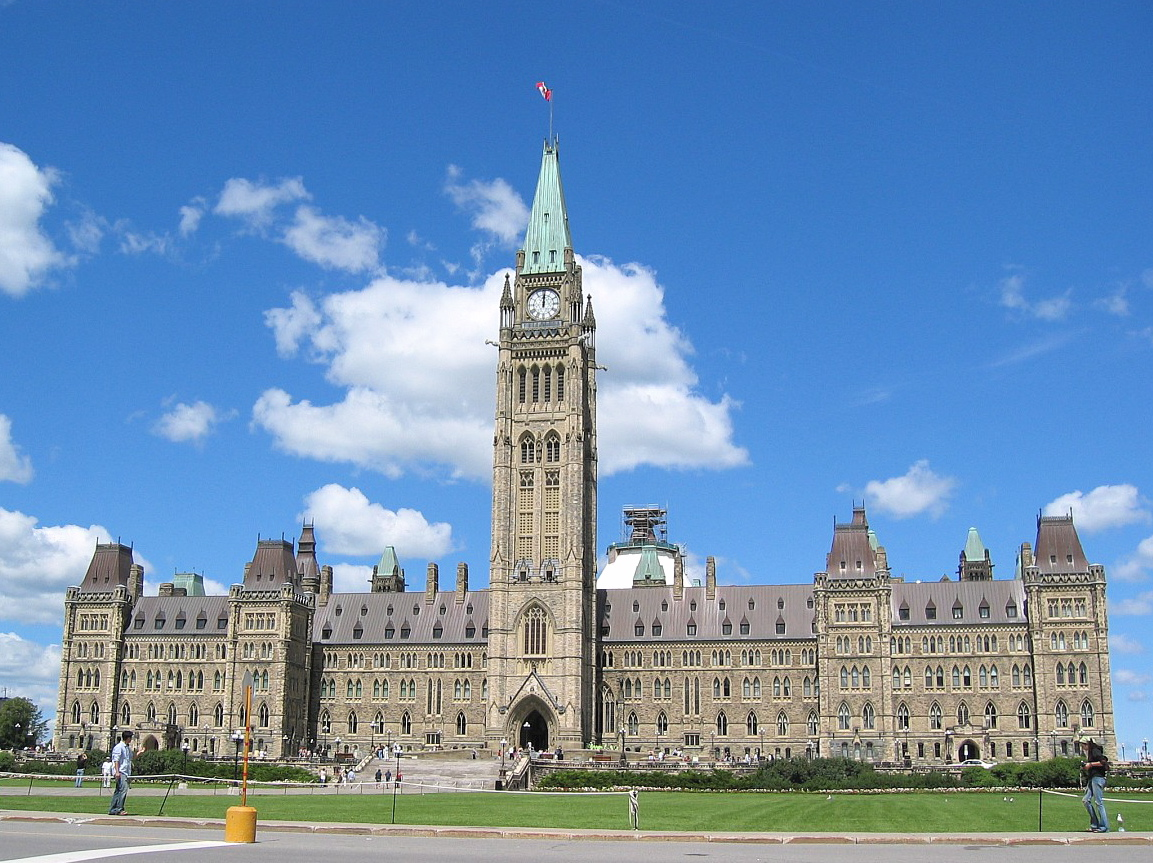
國會（國會山的和平塔，為渥太華最著名的地標建築）

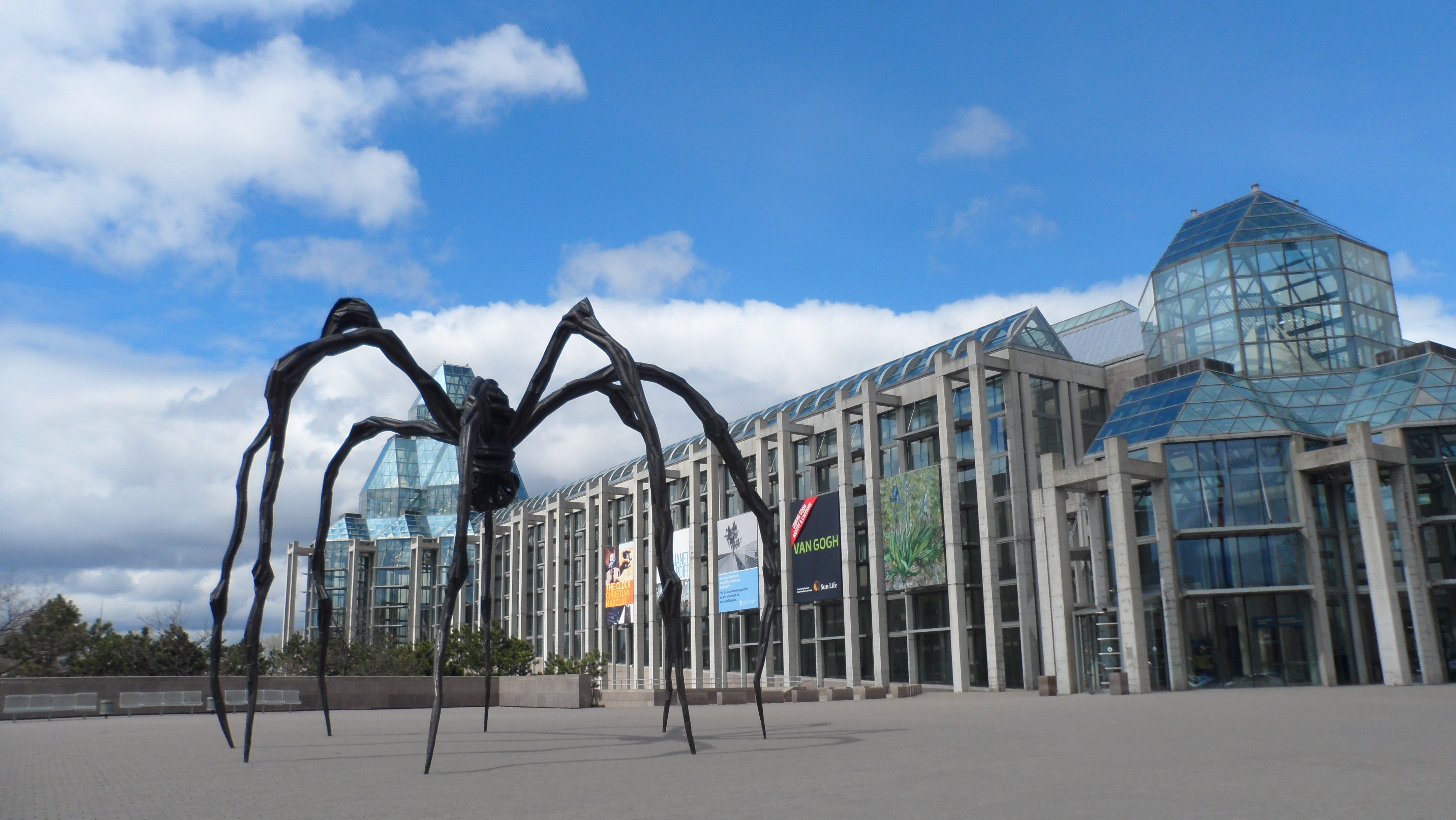
National Gallery of Canada, Ottawa

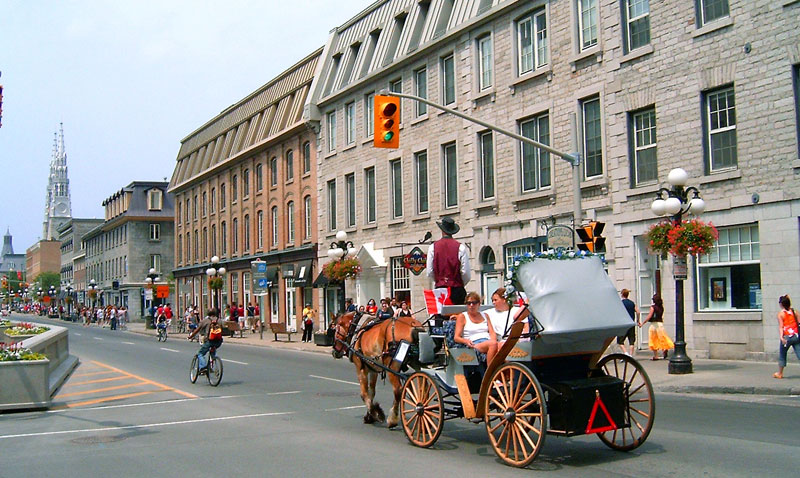
拜沃德市場

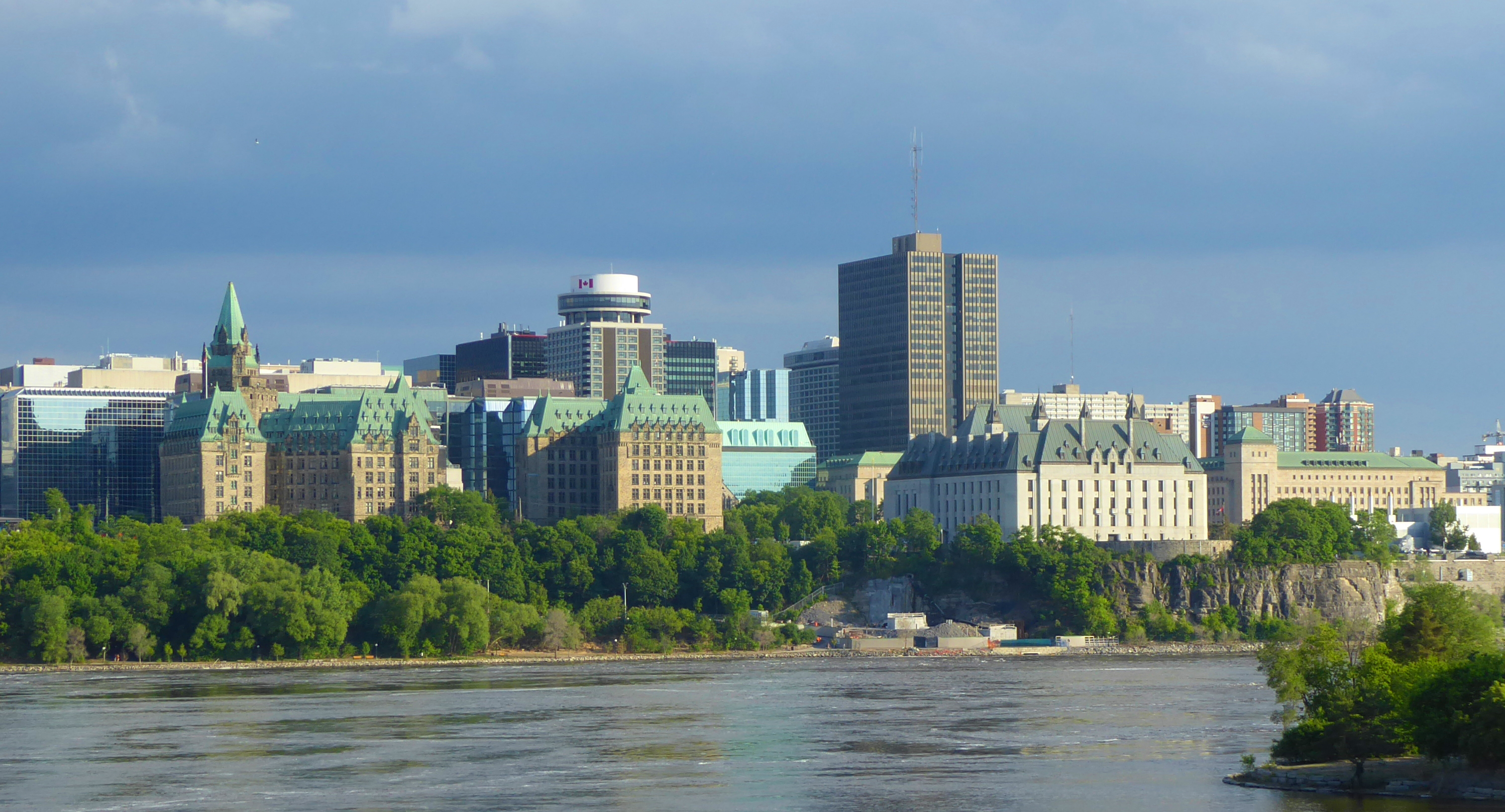
渥太華市中心與渥太華河

  - 加拿大历史博物馆
  - 加拿大航空博物馆
  - 加拿大國立美術館
  - 加拿大自然博物馆
  - 加拿大科技博物馆
  - 加拿大战争博物馆

## 經濟
由於是首都的關係，渥太華的公營部門在該市就業人口中佔相當大比重，約聘用了110,000人。
渥太華另一個就業支柱是高科技行業。她是加拿大的信息科技中心，其中科立尔数位科技、Cognos、Mitel等公司總部都是在渥太華。而一些科技公司，包括北电网络、阿尔卡特、国际商用机器公司、思科、加拿大贝尔公司、JDS Uniphase等，在渥太華地设有分公司。
大部分科技公司皆是在渥太华西郊的卡納塔地区，而該地又被稱為「北方硅谷」。

## 体育
- 职业冰球：渥太華參議員隊，渥太华67人队
- 职业足球：渥太华竞技队
- 职业加拿大式橄榄球：渥太华红黑队
- 职业篮球：Ottawa BlackJacks
- 职业棒球：渥太华泰坦

## 人口统计
2001年，渥太华市与周边的格洛斯特、凡尼尔、内庞、奥尔良和卡纳塔合并。根据2016年加拿大人口普查结果，本地区有774,072名居民，310,132个家庭，其中的210,875个居住于市区。人口密度为278.6人／平方公里。
| 渥太华人口统计              | |
| 人口                        | 市区934,243,首都圈地区1,323,783                                                                                           |
| 年龄结构(2001年)            | 00-14岁：19.3%（男104,810/女100,500） 15-64岁：69.9%（男366,175/女377,140） 65 岁以上：10.8%（男47,740/女67,295）         |
| 平均年龄(2001年)：          | Total: 36.6岁 男：35.8岁 女：37.4岁                                                                                       |
| 5年之間人口增长率：         | 5.8% |
| 出生率：                    | 12.4 / 1,000人 |
| 死亡率：                    | 6 / 1,000人 |
| 净迁入率：                  | 6.6 / 1,000人 |
| 生育率：                    | 1.79人 / 妇女 |
| HIV/AIDS                    | HIV/AIDS 人口：2,600 占成年人比例：0.3%                                                                                   |
| 种族：                      | 69.1%白人（英裔, 爱尔兰裔, 法裔, 意大利裔） 6.6% 黑人 4.5% 华人 19.8% other（包括 阿拉伯裔4.5% , 菲律宾裔1.3%, 韩裔1.3%） |
| 宗教信仰： （2001人口普查） | 65.4% 基督教（罗马天主教，圣公会，联合教会，东正教） 6.7% 穆斯林 1.2% 犹太教 1.3% 佛教 0.6%其他 22.8%无宗教信仰           |
| 语言：                      | 60.15% 英语 13.61% 法语 21.49%其他（包括意大利语，汉语，阿拉伯语，印地语，德语）                                          |

## 教育

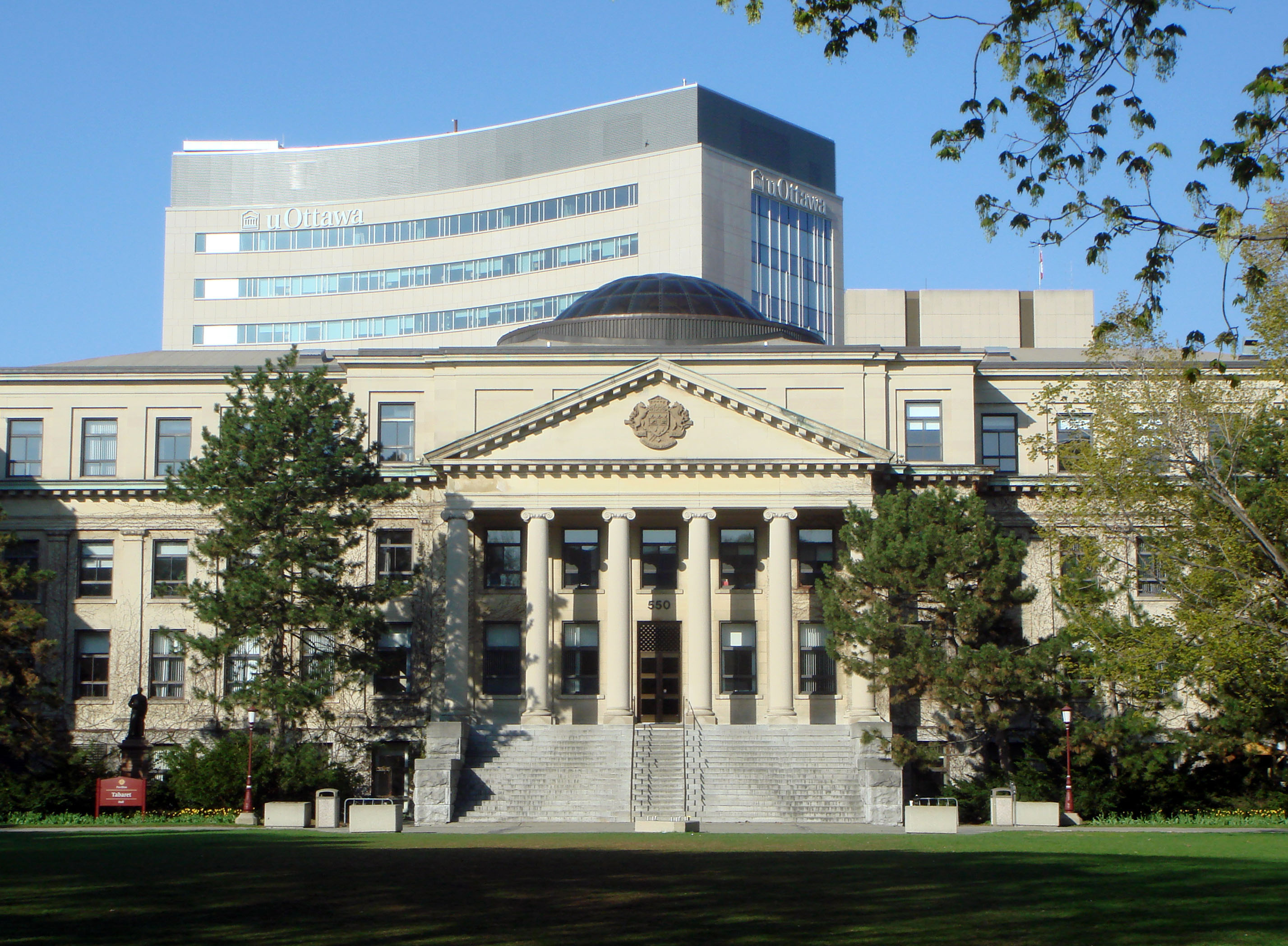
渥太華大學Tabaret堂

- 渥太华大学
- 卡尔顿大学
- 亚岗昆学院
- 圣保罗大学
- 城市書院（英语：Collège La Cité）

## 媒体
渥太华一共有三家主要的纸质媒体，其中两家为英语媒体，即1845年创建的《渥太华公民报》与《渥太华太阳报》，与一家法语媒体，即Le Droit。。此外，多家加拿大广播电视机构同时提供英语及法语的媒体服务。

## 节日

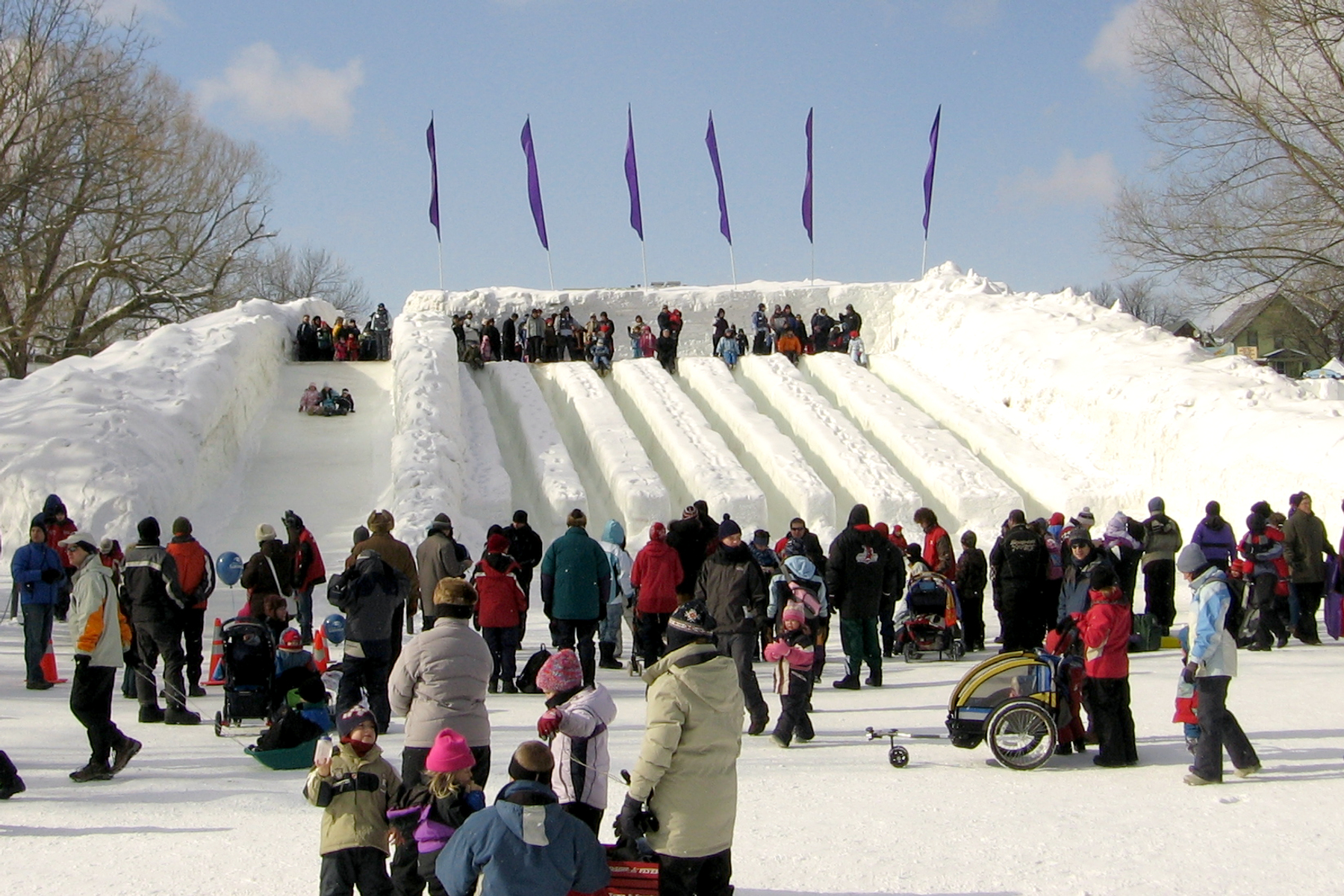
冰雕节

- 渥太华龙舟节
- 郁金香节
- 冰雕节
- 室内音乐节 （页面存档备份，存于）
- 国际动画节

## 友好城市
- 中華人民共和國北京[23]
- 阿根廷布宜诺斯艾利斯
- 埃及开罗